# 1784년 영국 총선

## 배경
1783년 12월, 조지 3세는 그가 싫어하는 폭스-노스 연합의 해체를 기획해, 소 피트를 수상에 임명한다. 피트의 지지층은 의회내에서 소수였고 찰스 제임스 폭스와 노스 경의 지지자들은 위헌이라고 느낀다.
1784년 2월에서 3월 동안, 폭스는 수상임명철회를 요구하는 성명안을 계속해서 통과시켰고, 그 과정에서 그의 지지기반은 서서히 붕괴한다. 3월 24일 의회는 정회되었고, 다음날 해산된다.

## 선거
선거는 지역문제보다 폭스-노스 연립정부가 부활하느냐 피트 정부가 지속되느냐의 국가적 문제를 두고 치러졌고, 이러한 경향은 18세기 내내 이어진다.
후원과 재무상의 뇌물로 인해 대부분의 지역구는 피트 지지자들에게 돌아갔다. 대부분의 폭스 지지자들은 패배를 피하기 위해 사퇴하거나 거래를 하게 됐다. 지방 지역구에선 한 명의 폭스 지지자만이 당선되었다.

## 선거 결과
| 정당   | 의석 수 |
| ------ | ------- |
| 토리당 | 280석   |
| 휘그당 | 155석   |
| 기타   | 123석   |
| 합계   | 558석   |